# Васланд-Беверен
«СК Беверен» (нидерл. Sportkring Beveren) — бельгийский футбольный клуб из города Беверен, выступающий в Первом дивизионе В.

## История
Был основан в 1936 году, под именем «Ньюкеркен/Вас» и зарегистрирован для участия в любительских соревнованиях. В 1944 году клуб присоединился к Королевской бельгийской футбольной ассоциации и стал выступать в провинциальной лиге Западной Фландрии.
В сезоне 2000/01 команда заняла первое место в четвертом дивизионе, а также дошла до 1/16 финала Кубка Бельгии, где уступила «Генту». После первого сезона в третьем дивизионе клуб сменил стадион и название  на «Васланд».
В сезоне 2003/04 команда впервые пробилась во второй дивизион, где в первом же сезоне заняла пятое место, а в следующем — 4-е. «Васланд» вновь дошел до 1/16 финала Кубка в сезоне 2005/06, но проиграл «Беверену». Два года спустя в том же раунде команда обыграла «Локерен», но 1/8 уступила «Андерлехту».
В 2010 году клуб объединился с клубом «Беверен», и получил своё нынешнее название. Домашние матчи проводит на стадионе «Фритхиель», вмещающем 13 290 зрителей. В сезоне 2011/12 «Васланд-Беверен» занял второе место в Втором дивизионе, и тем самым клуб добился права в сезоне 2012/13 дебютировать в Лиге Жюпиле.

## Прежние названия
- 1936—1944 — «Ньюкеркен/Вас»
- 1944—2002 — «Хасдонк»
- 2002—2010 — «Васланд»
- 2010—2022 — «Васланд-Беверен»
- 2022—      «СК Беверен»

## Достижения
- Второй дивизион
  - Вице-чемпион 2011/12

## Текущий состав
По состоянию на 13 августа 2020 года. Источник: Список игроков на transfermarkt.com Архивная копия от 24 декабря 2019 на Wayback Machine
| №              | Игрок                | Страна                    | Дата рождения             | Бывший клуб             |         |         |
| Вратари        | Вратари              | Вратари                   | Вратари                   | Вратари                 | Вратари | Вратари |
| -------------- | -------------------- | ------------------------- | ------------------------- | ----------------------- | ------- | ------- |
| 21             | Люка Пирар           | Бельгия                   | 10 марта 1995 (30 лет)    | Сент-Трюйден            |         |         |
| 44             | Брент Габриэль       | Бельгия                   | 27 января 1999 (26 лет)   | Брюгге                  |         |         |
| Защитники      |                      |                           |                           |                         |         |         |
| 3              | Брендан Схонбарт     | Бельгия                   | 9 мая 2000 (24 года)      | Брюгге                  |         |         |
| 7              | Андреас Вигель       | Германия                  | 21 июля 1991 (33 года)    | Дуйсбург                |         |         |
| 15             | Дрис Вёйтенс         | Бельгия                   | 18 марта 1991 (34 года)   | Секция                  |         |         |
| 19             | Алексис Гамбоа       | Коста-Рика                | 20 марта 1999 (26 лет)    | Сантос де Гуапилес      |         |         |
| 22             | Андрия Вукчевич      | Черногория                | 11 октября 1996 (28 лет)  | Спартак Суботица        |         |         |
| 26             | Александар Вукотич   | Сербия                    | 22 июля 1995 (29 лет)     | Крупа                   |         |         |
| 27             | Йенте Мертенс        | Бельгия                   | 18 октября 1999 (25 лет)  | Гоу Эхед Иглз           |         |         |
| 28             | Дам Фулон            | Бельгия                   | 23 марта 1999 (26 лет)    | Андерлехт               |         |         |
| 52             | Юр Схрейверс         | Бельгия                   | 11 марта 1997 (28 лет)    | Брюгге                  |         |         |
| Полузащитники  |                      |                           |                           |                         |         |         |
| 8              | Джихад Бизимана      | Руанда                    | 12 декабря 1996 (28 лет)  | АПР                     |         |         |
| 10             | Юки Кобаяси          | Япония                    | 24 апреля 1992 (32 года)  | Херенвен                |         |         |
| 14             | Дензел Юбитана       | Бельгия                   | 6 мая 1999 (25 лет)       | Мехелен                 |         |         |
| 18             | Дан Хейманс          | Бельгия                   | 15 июня 1999 (25 лет)     | Вестерло                |         |         |
| 24             | Поль Кейта           | Сенегал                   | 23 июня 1992 (32 года)    | Мезёкёвешд              |         |         |
| 29             | Маттиас Веррет       | Бельгия                   | 20 февраля 1998 (27 лет)  | ПСВ                     |         |         |
| 77             | Том Рейнерс          | Бельгия                   | 20 апреля 2000 (24 года)  | Генк                    |         |         |
| 88             | Милан де Мей         | Бельгия                   | 3 января 2001 (24 года)   | Локерен                 |         |         |
| Нападающие     |                      |                           |                           |                         |         |         |
| 9              | Жюльен Фоше          | Франция                   | 6 ноября 1991 (33 года)   | Ксанти                  |         |         |
| 11             | Джозеф Эффорд        | Соединённые Штаты Америки | 29 августа 1996 (28 лет)  | Эрготелис               |         |         |
| 12             | Алессандро Альбанезе | Бельгия                   | 12 января 2000 (25 лет)   | Айнтрахт Ф              |         |         |
| 16             | Эрик Асомани         | Гана                      | 8 ноября 1999 (25 лет)    | Воспитанник клуба       |         |         |
| 17             | Абубакари Койта      | Бельгия                   | 20 сентября 1998 (26 лет) | Гент                    |         |         |
| 98             | Дин Сула             | Албания                   | 2 марта 1998 (27 лет)     | Ауд-Хеверле Лёвен       |         |         |
| 99             | Стефан Милошевич     | Черногория                | 23 июня 1996 (28 лет)     | Искра                   |         |         |
| Главный тренер |                      |                           |                           |                         |         |         |
|                | Никки Хайен          | Бельгия                   | 16 августа 1980 (44 года) | Синт-Трёйден (помощник) |         |         |